# Ambasadorowie Niemiec w Stanach Zjednoczonych
Niemców, a zwłaszcza Prusaków ze Stanami Zjednoczonymi łączyły dawne stosunki kolonialne. W latach 1749–1754 około 37 000 Niemców (zwłaszcza z Niemiec Północnych, w tym Prus) przybyło do Ameryki Północnej, by się tam osiedlić. W stosunkach z młodym krajem prym wiodły Prusy. Latem 1785 roku Fryderyk Wielki podpisał traktat handlowy z USA. Nie miał on wielkiego znaczenia ekonomicznego, lecz wyrwał USA z izolacji.

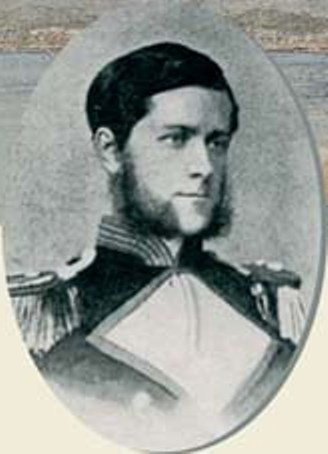
Karl von Eisendecher
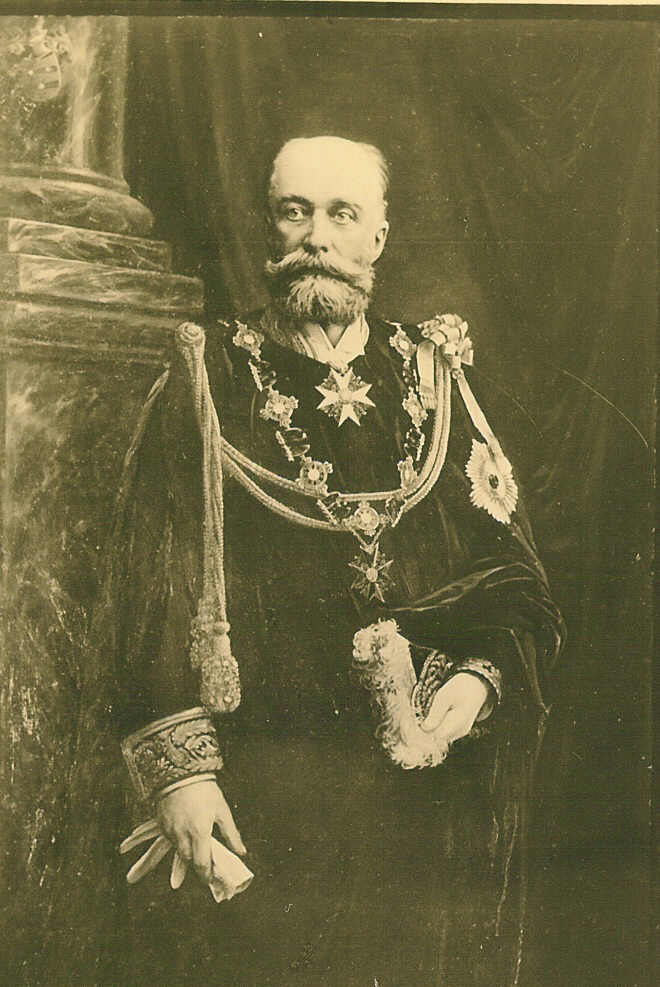
Friedrich Johann von Alvensleben
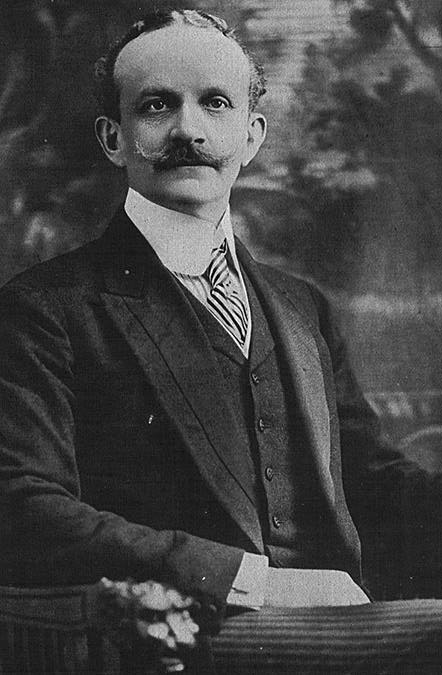
Johann Heinrich von Bernstorff

## Cesarstwo Niemieckie
- 1871–1882 Kurd von Schlözer
- 1882–1884 Karl von Eisendecher
- 1884–1888 Friedrich Johann von Alvensleben
- 1888–1891 Ludwig von Arco(inne języki)
- 1891–1893 Theodor von Holleben(inne języki)
- 1893–1895 Anton Saurma von der Jeltsch(inne języki)
- 1895–1897 Max Franz Guido von Thielmann(inne języki)
- 1897–1903 Theodor von Holleben(inne języki)
- 1903–1908 Hermann Speck von Sternburg(inne języki)
- 1908–1917 Johann Heinrich von Bernstorff

## Republika Weimarska
- 1921-1922 Karl Lang
- 1922-1925 Otto Wiedfeldt(inne języki)
- 1925-1927 Adolf Georg Otto von Maltzan(inne języki)
- 1928-1933 Friedrich-Wilhelm von Prittwitz und Gaffron(inne języki)

## III Rzesza
- 1933-1937 Hans Luther
- 1937-1938 Hans-Heinrich Dieckhoff(inne języki)
- 1938-1941 Hans Thomsen(inne języki)

## RFN
- 1950-1958 Heinz Krekeler
- 1958-1962 Wilhelm Grewe
- 1962-1968 Karl Heinrich Knappstein(inne języki)
- 1968-1973 Rolf Friedemann Pauls(inne języki)
- 1973-1979 Berndt von Staden(inne języki)
- 1979-1984 Peter Hermes(inne języki)
- 1984-1987 Günther van Well(inne języki)
- 1987-1992 Jürgen Ruhfus(inne języki)
- 1992-1995 Immo Stabreit(inne języki)
- 1995-2001 Jürgen Chrobog
- 2001-2006 Wolfgang Ischinger
- 2006-2011 Klaus Scharioth(inne języki)
- 8/2011- Peter Ammon(inne języki)